# Épisodes de Watchmen
Cet article présente les neuf épisodes de la série télévisée américaine Watchmen.

## Distribution

### Acteurs principaux
- Regina King (VF : Laura Zichy) : Angela Abar / Sœur Nuit ("Sister Night" en VO)
- Jean Smart (VF : Micky Sébastian) : Laurie Blake
- Tim Blake Nelson (VF : Hervé Lacroix) : Wade Tillman / Miroir ("Looking Glass" en VO)
- Hong Chau (VF : Anneliese Fromont) : Lady Trieu
- Yahya Abdul-Mateen II (VF : Daniel Lobé) : Cal Abar / Dr Manhattan
- Andrew Howard (VF : Miglen Mirtshev) : Peur rouge ("Red Scare" en VO)
- Jacob Ming-Trent (VF : Simon Volodine) : Panda
- Tom Mison (VF : Marc Arnaud) : M. Phillips
- Sara Vickers (en) (VF : Caroline Victoria) : Miss Crookshanks
- Dylan Schombing (VF : Emmylou Homs) : Topher Abar
- Louis Gossett Jr. (VF : Georges Claisse) : Will Reeves
- Jeremy Irons (VF : Féodor Atkine) : Adrian Veidt

### Acteurs récurrents
- James Wolk (VF : Valentin Merlet) : Sénateur Joe Keene Jr.
- Jessica Camacho : Pirate Jenny
- Dustin Ingram (VF : Nicolas Hardy) : Dale Petey

### Invités
- Don Johnson (VF : Patrick Poivey) : Chef Judd Crawford
- Frances Fisher (VF : Françoise Vallon) : Jane Crawford

## Épisodes

### Épisode 1:C'est l'été et nous sommes à court de glace
- États-Unis : 20 octobre 2019 sur HBO

- États-Unis : 799 000 téléspectateurs[réf. souhaitée] (première diffusion)

Pendant l'émeute raciale de Tulsa de 1921, un enfant noir est sauvé par ses parents, caché dans une malle. Dans la nuit qui suit, il se retrouve seul et recueille un nourrisson.
En 2019, dans un monde marqué par la fausse attaque extraterrestre orchestrée par Ozymandias, l'agent masqué Charlie Sutton est abattu lors d'un contrôle routier par un membre de la 7e Kavalerie, une faction de suprémacistes blancs influencés par Rorschach. Le shérif Judd Crawford donne alors l'autorisation à tous les agents masqués de pouvoir utiliser la force létale pour retrouver et abattre le tireur. Angela Abar, une policière masquée officiellement à la retraite pour devenir pâtissière, apprend pour la fusillade et renfile son costume de Sœur Nuit pour traquer les membres de la Kavalerie. Avec l'aide de Miroir, un autre justicier masqué, elle torture un homme qu'elle suspecte de faire partie de la faction et obtient l'adresse de leur planque, un ranch isolé. L'assaut vire à la tuerie et les membres de la Kavalerie sont tous tués.
Peu après, Crawford est piégé sur la route vers l'hôpital. Angela reçoit un appel téléphonique qui lui indique un lieu en forêt. Elle y trouve un vieil homme noir en fauteuil roulant et Crawford pendu à un arbre.

### Épisode 2:Prouesses martiales de l'équitation comanche
- États-Unis : 27 octobre 2019 sur HBO

- États-Unis : 765 000 téléspectateurs[réf. souhaitée] (première diffusion)

Durant la Première Guerre mondiale, un soldat afro-américain trouve un message de propagande allemand dénonçant l'hypocrisie des États-Unis qui pratique la discrimination raciale tout en affirmant la combattre en Europe. Son fils, qui sera l'enfant des émeutes de Tulsa, le retrouve dans ses affaires après son retour.
En 2019, Angela emmène le vieil infirme dans une planque et commence à l'interroger : il s'appelle Will, a tué le shérif seul pour ses mensonges, et affirme être le grand-père d'Angela. Elle récupère un échantillon ADN qu'elle fait analyser dans un établissement public. La police, notamment ses membres masqués, réclament vengeance et ciblent des suspects de Nixonville. Angela se remémore que Judd a été le premier à la soutenir quand elle a voulu rester dans la police après son agression par la Kavalerie, mais doute : pendant la veillée funèbre, elle fouille la chambre du shérif et trouve une tenue du Ku Klux Klan cachée. En voulant forcer Will à avouer ses sources d'information, elle reçoit l'appel confirmant qu'il est son grand-père. Mais alors qu'elle l'arrête et le charge dans sa voiture, un vaisseau emporte le véhicule avec Will, ne laissant que le prospectus de propagande allemande.

### Épisode 3:Elle a été tuée par un débris spatial
- États-Unis : 3 novembre 2019 sur HBO

- États-Unis : 648 000 téléspectateurs[réf. souhaitée] (première diffusion)

Laurie Blake, autrefois la 2e femme à être le Spectre Soyeux, est devenue agent fédérale, membre de la force anti-justiciers masqués aux méthodes froides et directes. Elle se retrouve chargée d'enquêter sur la mort du shérif Judd par l'agence et par le Sénateur de l'Oklahoma Joe Keene Jr. Elle s'intéresse notamment aux policiers masqués de la police de Tulsa et leurs méthodes pour arrêter les membres de la Kavalerie. Blake se rend aux funérailles du shérif, où elle remarque Angela. Un membre de la Kavalerie apparait, équipé d'une veste piégée et voulant enlever Joe. Laurie ignore les avertissements du terroriste qui affirme que la veste explosera s'il meurt et l'abat, mais la menace était réelle et Angela parvient à jeter le corps dans le trou creusé pour le cercueil avant que l'explosion ne fasse des victimes. Laurie retrouve Angela plus tard, lui révélant qu'elle a compris qu'elle est encore policière et qu'elle a repéré les traces de fauteuil roulant près de l'arbre ainsi que la cachette dans la chambre du shérif. Plus tard, Laurie se rend à une cabine téléphonique censée permettre de laisser un message à Dr Manhattan sur Mars ; elle lui raconte une blague à tiroirs. En partant, la voiture d'Angela tombe devant elle. Elle lève les yeux au ciel, voit Mars dans la nuit, et éclate de rire.

### Épisode 4:Si tu n'aimes pas mon histoire, tu n'as qu'à écrire la tienne
- États-Unis : 10 novembre 2019 sur HBO

- États-Unis : 707 000 téléspectateurs[réf. souhaitée] (première diffusion)

Un soir, le couple Clark, simples producteurs d’œufs dans l'Oklahoma, reçoit la visite de Lady Trieu, une vietnamienne multi-milliardaire qui leur fait une offre stupéfiante ne tenant que trois minutes : en échange de leur maison et leur terrain, elle leur offre l'enfant qu'ils n'ont jamais pu avoir. À peine ont-ils accepté en voyant l'enfant qu'un objet tombe de l'espace sur les terres qu'ils viennent de céder et que Trieu peut affirmer comme sien.
Angela continue les recherches sur Will et apprend le sort de ses arrière-grands-parents au Centre de l'héritage quand elle entend sa voiture tomber du ciel devant Laurie Blake. L'agente du FBI reconnait Angela dans son costume mais ne la voit pas trouver un vieux flacon de pilules. Le lendemain, Angela confie le flacon et l'uniforme du Ku Klux Klan trouvé chez Judd à Miroir. En se débarrassant du fauteuil roulant de Will, elle surprend un homme en tenue de latex gris qui lui échappe en se faufilant dans une bouche d’égout. Laurie trouve les empreintes digitales de Will dans la voiture et découvre que l'engin volant qui l'a dérobé appartient à Lady Trieu, qui vit au pied de l'Horloge du Millénaire. Trieu leur donne une liste des personnes capables de piloter les engins, mais confie en parlant en vietnamien à Angela qu'elle est bien celle qui a récupéré Will. Plus tard, Trieu affronte Will, qu'elle trouve trop peu engagé dans leur plan avec l'implication de sa petite-fille, et Will reconnait qu'il préfère qu'elle découvre son secret elle-même plutôt que de lui révéler. 

### Épisode 5:Sans craindre la foudre
- États-Unis : 17 novembre 2019 sur HBO

- États-Unis : 752 000 téléspectateurs[réf. souhaitée] (première diffusion)

- Michael Imperioli  (caméo, non crédité)

En 1985, Wade Tillman était membre d'une église qui prêchait à l'Apocalypse. Alors qu'il s'est fait piéger par une jeune femme rebelle, il échappe à l'attaque du poulpe géant déclenchée par Adrian Veidt qui l'a laissé en 2019 profondément traumatisé et paranoïaque, craignant la prochaine attaque. Laurie a placé un micro sur le bureau de Wade et apprend pour le flacon de pilules d'Angela. Wade retrouve donc son ex-femme Cynthia, biologiste travaillant sur le clonage, qui lui révèle que les pilules sont de la Nostalgia, une drogue désormais interdite qui permet de faire revivre les souvenirs des autres.
Après une séance de soutien pour des personnes craignant les poulpes, Wade est piégé par la Kavalerie qui l'attire dans un entrepôt. Il y trouve parmi les personnes masquées le sénateur Keene, qui avoue que lui et Crawford ont rejoint la Kavalerie pour les contrôler de l'intérieur, les ont laissé expérimenter un portail de téléportation mais Keene veut surtout lui montrer une vidéo montrant Adrian Veidt révéler au président Robert Redford, dont il avait prévu l'élection en 1992, qu'il est derrière la fausse invasion interdimensionnelle. Choqué, Wade accepte de trahir Angela et la piéger : il la fait avouer devant son micro que son grand-père est impliqué dans la mort du shérif Crawford. Alors que Blake arrête Angela, cette dernière avale le flacon entier de pilules. Wade rentre chez lui et quand il passe la porte avec un détecteur de poulpes neuf, des membres de la Kavalerie arrivent armés.

### Épisode 6:Cet être extraordinaire
- États-Unis : 24 novembre 2019 sur HBO

- États-Unis : 620 000 téléspectateurs[réf. souhaitée] (première diffusion)

Laurie tente de convaincre Angela de faire un lavage d'estomac mais il est trop tard : la Nostalgia fait effet et la policière commence à revivre les souvenirs de son grand-père, non sans confusion.
William Reeves (l'enfant qui avait survécu aux émeutes de Tulsa devenu adulte) est nommé officier de la police de New York en 1938. Rapidement prévenu de la menace des « Cyclopes », il est lynché par ses collègues blancs peu après avoir tenté de faire arrêter un épicier qu'il a surpris à incendier une épicerie juive. En rentrant chez lui, portant encore la corde au cou, il surprend le braquage d'un couple et renfile une cagoule pour combattre à mains nues les malfrats. Considéré comme un héros par le couple, sa femme June (plus jeune la fillette que Will avait sauvé après Tulsa) le pousse à embrasser la carrière de justicier et devient connu comme le Juge Masqué, usant de maquillage pour se faire passer pour un homme blanc. Repéré par Captain Metropolis, Will rejoint les Minutemen et les deux hommes deviennent amants. Cependant, Will n'obtient aucun soutien dans son combat contre les Cyclopes ; lorsqu'il découvre que leur plan consiste à introduire des messages subliminaux dans des films incitant les personnes noires à s'entretuer, il agit seul et abat tous les membres du KKK de New York. Sa femme, constatant que son combat ne l'a pas libéré de ses souvenirs douloureux, préfère le quitter avec leur fils pour retourner à Tulsa. En 2019, Will utilise une lampe stroboscopique pour hypnotiser le shérif Crawford et l'amener à l'arbre afin de le pousser à se pendre. 

### Épisode 7:Une révérence quasi religieuse
- États-Unis : 1er décembre 2019 sur HBO

Angela continue le traitement pour la purger de la Nostalgia et ses souvenirs propres se reforment : née à Saigon dans un Viet Nam conquis par les États-Unis grâce au Dr Manhattan, elle a vu ses parents mourir lors d'un attentat contre les occupants américains avant de rencontrer sa grand-mère June, qui mourut subitement avant de l'emmener à Tulsa. Lassée des déclarations pompeuses et énigmatiques de Lady Trieu, Angela sort de sa cellule, découvre que le sérum qu'on lui injecte n'est pas tiré de son grand-père mais d'un éléphant, et tente de fuir. Elle découvre alors que les cabines téléphoniques du Dr Manhattan sont reliées à un terminal chez Lady Trieu, qui sait que l'ancien Watchman n'est plus sur Mars mais sur Terre, à Tulsa, se faisant passer pour humain. 
Avec les révélations faites par Angela sous Nostalgia, Laurie va à la rencontre de Jane Crawford pour tout lui dire sur le Juge Masqué et l'implication de son mari dans la 7e Kavalerie. À ce moment, Jane la précipite dans une trappe. Quand elle reprend conscience, Joe Keene lui révèle le grand plan de la faction suprémaciste : capturer le Dr Manhattan pour donner ses pouvoirs au sénateur. Pendant ce temps, Petey, l'assistant de Laurie, cherche Miroir, disparu après avoir laissé plusieurs membres de la Kavalerie morts chez lui.
Dans sa prison, Veidt a assisté à son procès un an durant, mené par des clones de ses laquais, mais considère le tout comme une vaste blague.

### Épisode 8:Un Dieu rentre dans Abar
- États-Unis : 8 décembre 2019 sur HBO

En 2009, Dr Manhattan entre dans un bar de Saïgon où il retrouve Angela, buvant seule pour les 22 ans de la mort de ses parents. Il tente de la convaincre de son identité, de leur histoire à venir et d'accepter une invitation à diner le lendemain. Curieuse mais très sceptique, Angela le laisse expliquer son expérience du temps, expérimentant chaque instant de sa vie au même moment, ce qui explique pourquoi il dit être amoureux d'elle alors qu'ils viennent de se rencontrer, puis raconte sa vie depuis 1985.

### Épisode 9:Regardez comme ils volent
- États-Unis : 15 décembre 2019 sur HBO

En 2008, Lady Trieu frappe à la porte du palais de Karnak pour rencontrer son père biologique, Adrian Veidt. Elle est en effet née d'une femme de ménage vietnamienne, lassée de l'égocentrisme de Veidt alors qu'il allait exécuter son plan en 1985, et qui a dérobé un échantillon de sperme que Veidt gardait en secret. Trieu annonce qu'elle sait que Dr Manhattan est sur Europe, qu'une nouvelle apocalypse va avoir lieu et qu'elle a un plan pour l'arrêter, différent de la fausse invasion de Veidt, mais elle espère avoir son soutien financier. Veidt refuse de reconnaitre sa paternité et la chasse sans rien lui donner. 
Sur Europe, Veidt est humilié et retenu prisonnier pour vouloir quitter un paradis où il s'ennuie et retourner sur Terre. Le Gardien lui amène un gâteau d'anniversaire où Veidt trouve un fer à cheval et il commence à creuser.
En 2019, Veidt voit enfin apparaitre une sonde spatiale venue le ramener sur Terre. Récupéré par Trieu, elle est satisfaite de le savoir présent alors qu'elle va s'emparer des pouvoirs du Dr Manhattan.
Dans le repère de la Kavalerie, les chefs du mouvement et les derniers membres de Cyclopes se réunissent pour voir le sénateur Keene devenir le nouveau Dr Manhattan. Laurie est retenue mais protégée par Miroir, qui se cache parmi les membres masqués. Angela tente de les prévenir que Trieu sait tout mais la machine est activée. Si le Dr Manhattan est bien détruit, tous sont alors téléportés sous l'Horloge de l'Apocalypse (en fait un accumulateur pour l'énergie du Dr Manhattan), le sénateur Keene a été liquéfié par l'énergie du Dr Manhattan, et Trieu fait tuer les Cyclopes avant de prendre place sous sa machine. Dr Manhattan utilise ses pouvoirs pour envoyer Veidt, Laurie et Miroir à Karnak, où ils parviennent à déclencher une pluie de mollusques surgelés sur Tulsa, détruisant la machine et tuant Trieu. Angela parvient à se réfugier dans un cinéma proche, où elle retrouve Will, surveillant ses enfants. Il lui révèle que Dr Manhattan avait vu sa chute et qu'il la savait inévitable. Laurie et Wade assomment Veidt pour le ramener devant la justice pour ses deux massacres.